# Jules Verne

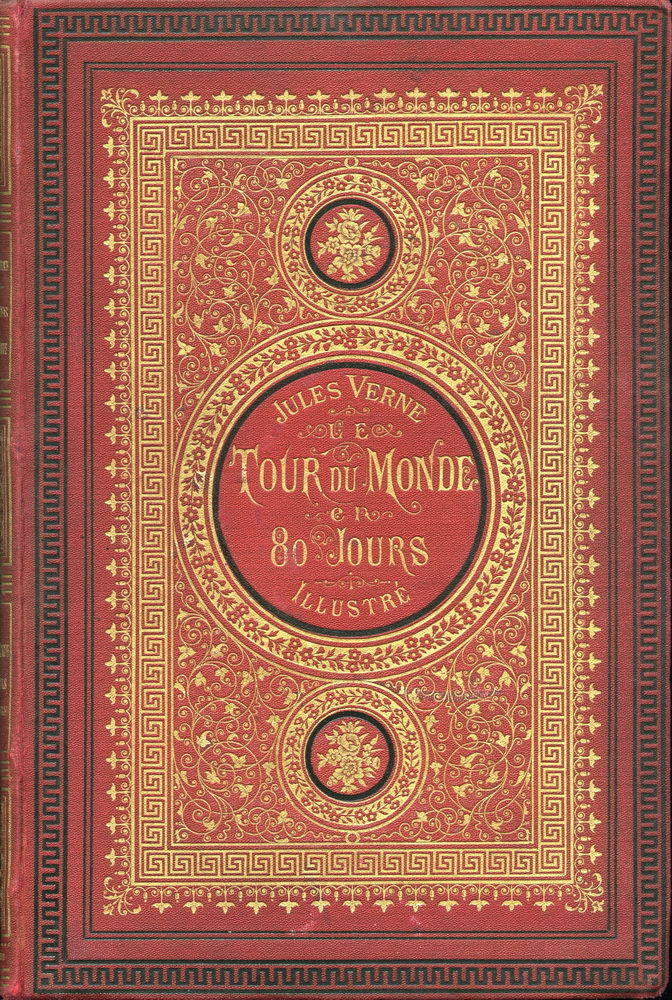
Okładka I wydania francuskiego
W osiemdziesiąt dni dookoła świata

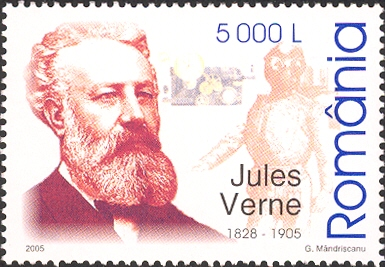
Znaczek pocztowy z Rumunii

Jules Gabriel Verne (wym. [ʒyl vɛʁn]), Juliusz Verne (ur. 8 lutego 1828 w Nantes, zm. 24 marca 1905 w Amiens) – francuski pisarz, dramaturg i działacz społeczny. Uważany za jednego z prekursorów fantastyki naukowej (wraz z Hugo Gernsbackiem i H.G. Wellsem), autor kilkudziesięciu powieści.
Od 1870 Kawaler, a od 1892 Oficer Orderu Legii Honorowej.
Pisał powieści podróżnicze i fantastyczno-naukowe oraz historyczne, geograficzne, kryminalne, a także sztuki teatralne i wiersze. Michel Butor określa jego powieści fantastycznonaukowe jako idealny przykład powieści z tego gatunku tzw. pierwszego stopnia, czyli takich, które wyrosły na gruncie realizmu.

## Życiorys
Ojcem pisarza był prawnik Pierre Verne, który od 1826 roku prowadził w Nantes kancelarię, a matką – Sophie-Henriette Alotte de la Fuÿe. Młody Verne (za namową rodziny, a głównie ojca) studiował w Paryżu prawo, próbował zarabiać na giełdzie, ale nie rezygnował z prób literackich. Po kilkunastu latach poszukiwań rozpoczął cykl powieści Niezwykłe podróże, które zapewniły mu poczesne miejsce w światowej literaturze. Wydawcą utworów Verne’a był Pierre-Jules Hetzel (a następnie jego syn – Louis-Jules) publikujący Magasin d’éducation et de récréation (Magazyn Edukacji i Rozrywki). Znanego autora i przedsiębiorczego wydawcę łączyły kontrakty wydawnicze, kilka razy wznawiane.
Verne podróżował po świecie, jednak mniej rozlegle niż bohaterowie jego utworów. Odwiedził 15 krajów w Europie i w basenie Morza Śródziemnego oraz odbył na statku SS „Great Eastern” jedną podróż przez Ocean Atlantycki do Stanów Zjednoczonych i Kanady. Był bardzo oczytany, z literatury czerpał różnorodne wiadomości do swych książek: geograficzne, historyczne, techniczne. Dla swych potrzeb warsztatowych stworzył i wykorzystywał duży zbiór fiszek, swoistą bazę danych z informacjami.
W wielu powieściach Verne’a ważną rolę pełnią bohaterowie pochodzenia francuskiego.
Kilka tytułów powstało jako efekt współpracy z innymi autorami, między innymi z André Lauriem czy Adolphem d’Ennery.
Książki Verne’a ilustrowali: Édouard Riou, Jules Férat, Léon Benett, George Roux. Wydawca w znaczącym stopniu wpływał na fabułę i treść utworów.
Pośmiertnie wydane utwory Jules’a Verne’a były przeredagowywane i uzupełniane (nawet w znacznym stopniu) przez syna. Twórczość Verne’a wielokrotnie adaptowano na potrzeby teatru (już za życia pisarza) i filmu. Pomimo tego, że Verne był najbardziej poczytnym autorem w swoich czasach, największe dochody przyniosły mu adaptacje sceniczne.
Jego utwory zostały przetłumaczone na co najmniej 94 języki obce.
W latach 1888–1903 był radnym Rady Miejskiej w Amiens.
W Polsce popularyzowaniem twórczości Verne’a zajmuje się Polskie Towarzystwo Juliusza Verne’a.

## Życie prywatne
Był żonaty z Honorine, ślub wzięli w 1857. Ze związku miał syna Michela Jules’a (ur. 1861) oraz dwie przybrane córki Valentine (ur. 1852) oraz Suzanne (ur. 1853). Miał też córkę Claire Marie Duchesne (ur. 1865) z pozamałżeńskiego związku. Jego młodszy brat Paul Verne był również pisarzem.
Wielką pasją Verne’a było żeglarstwo – miał na własność kolejno trzy łodzie (St. Michel I, II, III), na których często tworzył.
Pisarz został pochowany na cmentarzu La Madeleine w Amiens.

## Twórczość

### Powieści
- Archipelag w ogniu (fr.: L’Archipel en feu, 1884)
- Bracia Kip (fr.: Les Fréres Kip, 1902), dwa tomy
- Chancellor lub Rozbitkowie z «Chancellora» (fr.: Le Chancellor. Journal du passager J.-R. Kazallon, 1875)
- Cezar Kaskabel (fr.: César Cascabel, 1890), dwa tomy
- Claudius Bombarnac (fr.: Claudius Bombarnac, 1892)
- Clovis Dardentor (fr.: Clovis Dardentor, 1896)
- Cudowna wyspa (fr.: L’Île à hélice, 1895), dwa tomy
- Czarne Indie (fr.: Les Indes noires, 1877)
- Dom parowy (fr.: La maison à vapeur, 1880), dwa tomy
- Dramat w Inflantach. Wśród Łotyszów  lub Tajemnicze wydarzenia w Inflantach (fr.: Un Drame en Livonie, 1904)
- Droga do Francji (fr.: Le Chemin de France, 1887)
- Druga ojczyzna (fr.: Seconde patrie, 1900), dwa tomy
- Dwa lata wakacji (fr.: Deux ans de vacances, 1888), dwa tomy
- Dwadzieścia tysięcy mil podmorskiej żeglugi (fr.: Vingt mille lieues sous les mers, 1869–1870), dwa tomy
- Dzieci kapitana Granta (fr.: Les enfants du capitaine Grant, 1868), trzy tomy
- Gwiazda Południa (fr.: L’Étoile du Sud, 1884), wspólnie z André Lauriem
- Hektor Servadac: podróż wśród gwiazd i planet Układu Słonecznego (fr.: Hector Servadac, 1877), dwa tomy
- Inwazja morza (fr.: L’Invasion de la mer, 1905)
- Jangada, czyli 800 mil na falach Amazonki (fr.: Jaganda, 1881)
- Latarnia na końcu świata (fr.: Le Phare du bout de monde, 1905), zredagowana i być może dokończona przez Michela Verne’a
- Lodowy sfinks (fr.: Le Sphinx des glaces, 1897)
- Los na loterię (fr.: Un Billet de loterie, le numéro 9672, 1886)
- Łowcy meteorów lub W pogoni za meteorem (fr.: La Chasse au Météore, 1901, wydana: 1908, zredagowana przez Michela Verne’a)
- Malec (fr.: P’tit-Bonhomme, 1893), dwa tomy
- Mateusz Sandorf (fr.: Mathias Sandorf, 1885), trzy tomy
- Michał Strogow lub Kurier carski (fr.: Michel Strogoff. Le courier du tzar, 1876), dwa tomy
- Napowietrzna wioska lub W puszczach Afryki (fr.: Le village aérien, 1901)
- Niezwykła przygoda misji Barsaca (fr.: L’Étonnante Aventure de la mission Barsac, 1919, zredagowana i dokończona przez Michela Verne’a)
- Niezwykłe przygody kapitana Antifera (fr.: Mirifiques Aventures de Maître Antifer, 1894), dwa tomy
- Pan świata (fr.: Maître du Monde, 1904)
- Pani Branican (fr.: Mistress Branican, 1891), dwa tomy
- Paryż w XX wieku (fr.: Paris au XXe siècle, 1863, wydana: 1996)
- Pięć tygodni w balonie (fr.: Cinq semaines en ballon, 1863)
- Piętnastoletni kapitan (fr.: Un capitaine de quinze ans, 1878), dwa tomy
- Pięćset milionów hinduskiej władczyni lub 500 milionów Begumy (fr.: Les Cinq cents millions de la Bégum, 1879), wspólnie z André Lauriem
- Pilot dunajskich statków lub Tajemniczy pilot (fr.: Le Pilote du Danubea, 1908), zredagowana i być może dokończona przez Michela Verne’a
- Pływające miasto (fr.: Une ville flottante, 1871)
- Podróż do wnętrza Ziemi lub Podróż podziemna. Przygody nieustraszonych podróżników  lub Wyprawa do wnętrza ziemi (fr.: Voyage au centre de la Terre, 1864)
- Podróże i przygody kapitana Hatterasa lub Do Bieguna Północnego  lub Wśród lodów polarnych (fr.: Voyages et aventures du capitaine Hatteras, 1864, wydana:1864–1865), dwa tomy
- Podróż do granicy niemożliwości (fr.: Voyage à travers l’Impossible, 1882) wspólnie z Adolphem d’Ennery
- Podróż wsteczna do Anglii i Szkocji (fr.: Voyage à reculons en Angleterre et en Écosse 1859–1860, wydana: 1989)
- Północ kontra Południe (fr.: Nord contre Sud, 1887), dwa tomy
- Przygody trzech Rosjan i trzech Anglików w Południowej Afryce (fr.: Aventures de trois Russes et de trois Anglais, 1872)
- Przypadki pewnego Chińczyka (fr.: Les Tribulations d’un Chinois en Chine, 1879)
- Robur Zdobywca lub Król przestworzy (fr.: Robur le conquerant, 1886)
- Rodzina bez Nazwiska (fr.: Famille sans nom, 1889), dwa tomy
- Rozbitek z Cynthii (fr.: L’Épave du Cynthia, 1885), wspólnie z André Laurie
- Rozbitkowie z Jonathana (fr.: Les naufragés du Jonathan 1910), zredagowana przez Michela Verne’a
- Sakiewki podróżne (fr.: Bourses de voyage, 1903), dwa tomy
- Sekret Wilhelma Storitza (fr.: Le secret de Wilhelm Storitz, 1898, wydana: 1910)
- Straszny wynalazca lub Przygody Szymona Harta (fr.: Face au drapeau, 1896)
- Szkoła Robinsonów (fr.: L’École des Robinsons, 1882)
- Świat do góry nogami lub Bez przewrotu (fr.: Sans dessus dessous, 1889)
- Tajemnicza wyspa (fr.: L’île mystérieuse, 1874)
- Testament dziwaka (fr.: Le Testament d’un excentrique, 1899, wydana: 1900)
- Un Prêtre en 1839 (1846–1847, wydana: 1991)
- Uparty Keraban (fr.: Kéraban-le-Têtu, 1883)
- W osiemdziesiąt dni dookoła świata (fr.: Le tour du monde en quatre-vingt jours, 1872)
- Wokół Księżyca (fr.: Autour de la Lune, 1869)
- Wujek Robinson (fr.: L’Oncle Robinson, 1870, wydana w 1991)
- Wulkan złota lub Skarby wulkanu (fr.: Le volcan d’or, 1900, wydana: 1902), zredagowana i być może dokończona przez Michela Verne’a
- Wspaniałe Orinoko (fr.: Le Superbe Orénoque, 1898), dwa tomy
- Wyspa błądząca lub W krainie białych niedźwiedzi (fr.: Le Pays des fourrures, 1873), dwa tomy
- Wąż morski (fr.: Les Histoires de Jean-Marie Cabidoulin, 1901)
- Z Ziemi na Księżyc (fr.: De la Terre à la Lune, 1865)
- Zamek w Karpatach (fr.: Le Château des Carpathes, 1892)
- Zielony promień (fr.: Le Rayon vert, 1882)

### Wybrane opowiadania
- Buntownicy z Bounty (Les révoltés de la Bounty, 1879)
- Frritt-Flacc (1884)
- Gil Braltar (1887)

### Inne utwory
- Odkrywanie Ziemi. Historia wielkich podróży i podróżników (Découverte de la Terre. Histoire générale des grands voyages et des grands voyageurs., 1864–1880)
- Ilustrowana geografia Francji i jej kolonii (Géographie illustrée de la France et de ses colonies. Précédée d’une étude sur la géographie générale de la France, par Théophile Lavallée., 1866)

### Polscy tłumacze utworów Verne’a
Utwory Verne’a, praktycznie od samego początku ich publikowania, były przekładane na język polski.
Większe utwory (powieści i sztuki teatralne) były m.in. przekładane przez następujących tłumaczy: Władysław Ludwik Anczyc, Joanna Belejowska, Leo Belmont, Karolina Bobrowska, Władysław Bochenek, Jerzy Brzozowski, Aleksandra Mańka-Chmura, Mieczysław Chrzanowski, J. Chorościcki, Krzysztof Czubaszek, Michalina Daniszewska, Ludmiła Duninowska, Janina Karczmarewicz-Fedorowska, Michał Felis, Zbigniew Florczak, Maria Gąsiorowska, Stefan Gębarski, Henryk Gliński, Józef Grajnert, Joanna Guze, Seweryn Albert Hartman, Anna Iwaszkiewiczowa, A.T. Jarosławski, Iwona Janczy, Natalia Jaskuła, Hanna Karpińska, Janusz Kasza, Bolesław Kielski, Wacław Leszek Kobiela, Wacława Komarnicka, Elwira Korotyńska, Bronisława Wierusz-Kowalska, Elżbieta Kulicka, Maria Leśniewska i Marcin Leśniewski, Wincenta Limanowska, Józef Maciejowski, Stanisław Miłkowski, Justyna Naglik, Antoni Nalepiński, Wojciech Natanson, Olga Nowakowska, Marta Olszewska, Jadwiga Papi, Katarzyna Piotrowska, Joanna Pokora, Janusz Pultyn, Marek Puszczewicz, Stanisław Rabski, Izabela Rogozińska, Stanisław Marek Rzętkowski, Elżbieta Teresa Sadowska, Bożena Sęk, Romana Simonson, Marek Sowiński, Leon Sternklar, Barbara Supernat, Krystyna Szeżyńska, Leopold Szyller, Monika Sztuk, W. Walczewski, Anna Wasilewska, Halszka Wiśniowska, Agnieszka Włoczewska, Mieczysława Wójcik, Włodzimierz Topoliński, Maria Zajączkowska, Halina Zajączkowska, Maria Julia Zaleska, Zbigniew Zamorski, Władysław Zawadzki, Witold Zechenter, Jan Kazimierz Zieliński, Andrzej Zydorczak i innych oraz szereg tłumaczy nieznanych, zarówno ukrywających się pod pseudonimami (jak J.J., J.P., J.Pł., Helena S., R.G., S.S., T.Ł.), jak i całkiem anonimowych.
Mniejsze utwory (opowiadania, artykuły, eseje i wiersze) przekładali także: Franciszek Düll, Michał Gołębiowski, Andrzej Homańczyk, Jan Howerla, Karolina Kapołka, Winicjusz Łachaciński, Wojciech Łęcki, Bartłomiej Łopatka, Barbara Okólska, Barbara Poniewiera, Agnieszka Zydorczak i tłumacze anonimowi.

## Biografie
- M. Allote de la Fuye – Jules Verne. Sa vie, son oeuvre, 1928 (w języku francuskim)
- Jean Jules-Verne – Jules Verne, 1973 (w języku francuskim)
- Volker Dehs – Jules Verne. Biographie, 2005 (w języku niemieckim)
- William Butcher – Jules Verne. The Definitive Biography, 2008 (w języku angielskim)

W języku polskim:
- Herbert R. Lottman – Juliusz Verne, PIW, 1999 (tłumaczył Jacek Giszczak)
- Nadzieja Drucka – Czarodziej z Nantes, Nasza Księgarnia, 1963
- Kiryłł Andriejew – Potrójne życie Juliusza Verne’a, Wydawnictwo Łódzkie, 1985 (tłumaczył Konrad Frejdlich)
- Krystyna Nowicka – Życie jak powieść, Krajowa Agencja Wydawnicza, 1982
- Jan Tomkowski – Juliusz Verne – tajemnicza wyspa?, Wydawnictwo Łódzkie, 1987
- Krzysztof Czubaszek – Tajemniczy pan Verne, 1998